# Ferdinand Kriechle
Ferdinand Kriechle (* 28. Dezember 1836 in Bonndorf im Schwarzwald; † 18. Juli 1909 ebenda) war ein deutscher Sparkassenverwalter und Mitglied des Badischen Landtags.

## Leben
Neben Kriechles Beschäftigung als Sparkassenverwalter in Bonndorf im Schwarzwald, vertrat er 1885 bis 1904 den 6. Wahlkreis (Amtsbezirk Bonndorf nebst Teilen des Amtsbeszirks Waldshut) im Badischen Landtag. Er war Mitglied der Nationalliberalen Partei.